# Sphaerotherium elongatum
Sphaerotherium elongatum är en mångfotingart som beskrevs av Brandt 1833. Sphaerotherium elongatum ingår i släktet Sphaerotherium och familjen Sphaerotheriidae. Inga underarter finns listade i Catalogue of Life.